# Arteria cólica media
La arteria cólica media es una arteria del abdomen que se origina como rama colateral de la arteria mesentérica superior. No presenta ramas (importantes).

## Trayecto y ramas
Según Anatomía de Gray, nace justo por debajo del páncreas, y, pasando inferiormente y anteriormente entre las capas del mesocolon transverso, se divide en dos ramas: izquierda y derecha.
- La rama derecha se anastomosa con la arteria cólica derecha.
- La rama izquierda se anastomosa con la arteria cólica izquierda, una rama de la arteria mesentérica inferior.

Los arcos así formados se encuentran a unos dos dedos de distancia del colon transverso, al que distribuyen ramas.

## Distribución
Se distribuye hacia el colon transverso.